# Irsk kæmpehjort
Irsk kæmpehjort (Megaloceros giganteus) er en uddød hjorteart, og en af de største hjortearter der nogensinde har levet. Den var udbredt over store dele af Eurasien, fra Irland til området øst for Bajkalsøen i sen Pleistocæn. Det yngste fund er Kulstof-14 dateret til ca. 5.700 f.Kr. Kæmpehjorten kaldes Irsk kæmpehjort, fordi et stort antal fund er gjort i irske moser, men da den levede var arten på ingen måde specielt knyttet til Irland.
I Danmark kendes Irsk kæmpehjort især fra fund fra Allerødtiden, hvor den blev jaget af jægere fra Brommekulturen. Den er formentlig uddød i Danmark i løbet af Yngre dryas, men kan sagtens have indvandret igen i Præboreal tid. I løbet af Boreal tid er den dog forsvundet fra Danmark igen. Der var flere andre arter i slægten Megaloceros, men alle var meget store og foretrak enge og lysåbne skove, da deres store gevir var en hindring i tæt skov. Kæmpehjortens nærmeste nulevende slægtninge findes i Dådyr-slægten